# Nocturne
Nocturne — компьютерная игра в жанре survival horror, разработанная Terminal Reality и выпущенная Gathering of Developers. Игра вышла только для Windows в 1999 году.

## Игровой процесс
Действие игры разворачивается по всему земному шару: в немецком замке Гауштадт, во Франции и так далее. Главный персонаж игры может стрелять сразу по двум целям.

## Сюжет
Сюжет игры разворачивается в период после Первой мировой войны с 1928 по 1935 год и разбит на четыре эпизода. Главному герою игры Стрейнджеру (англ. The Stranger; с англ. — «Незнакомец, чужак») необходимо выполнять различные задания секретной правительственной организации Spookhouse по уничтожению так называемой нечистой силы — вампиров, мертвецов и т. д.
Действие первого эпизода разворачивается в Германии. Главному герою необходимо уничтожить вампира, который находится в своём полуразрушенном замке.
Действие второго эпизода игры происходит в США, в штате Техас. Герою предстоит освободить деревню от проснувшихся сил зла — восставших из могил трупов, а в конце эпизода проникнуть через заброшенную шахту в склеп злого бога, который проснулся по истечении 10 тысяч лет.
Третий эпизод происходит в Чикаго 1932 года. Герою необходимо остановить производство живых мертвецов, которое организовал гангстер Аль Капоне.
В четвёртом эпизоде Стрейнджер отправляется во Францию, год 1935. Старый охотник за нечистой силой приглашает Стрейнджера в свой дом и подвергает ничего не подозревающего героя серии испытаний и решения загадок. Главному герою предстоит столкнуться со всеми врагами из предыдущих трёх эпизодов.

## Связь с другими играми
Nocturne тесно связана с игрой Blair Witch Volume I: Rustin Parr, также разрабатывавшейся Terminal Reality на основе движка игры Nocturne. Сюжет игры повествует об агенте Spookhouse Элспет Холлидей по кличке «Док», расследующей загадочное дело, связанное с потусторонними силами. В игре также присутствуют другие персонажи игры Nocturne агент Стрейнджер и Светлана Лупеску.
Игра также оказала сильное влияние на BloodRayne, имевшей рабочее название Nocturne 2 и использовавшей несколько локаций из первого акта Nocturne (немецкий замок). Однако издатель студии Gathering of Developers не одобрил продолжение, а вскоре прекратил своё существование. Разработчики, не желая предоставлять права на вселенную Nocturne, сильно переработали прототип игры, который превратился в новую игровую вселенную BloodRayne, однако при этом имевшую ряд отсылок для фанатов Nocturne. Главным действующим героем игры стала вампир-полукровка Рейн, дизайн которой был основан на персонаже Nocturne Светлане Люпеску. Магический артефакт, делающий владеющим им вампира неуязвимым, — Сердце Белиара — на самом деле является магическим камнем из первого акта Nocturne.

## Оценки
| Сводный рейтинг | Сводный рейтинг |
| Агрегатор       | Оценка          |
| --------------- | --------------- |
| GameRankings    | 75,05 %         |